# Beaumont (Meurthe-et-Moselle)
Beaumont ist eine französische Gemeinde mit 69 Einwohnern (Stand: 1. Januar 2022) im Département Meurthe-et-Moselle in der Region Grand Est (vor 2016: Lothringen). Sie gehört zum Arrondissement Toul und zum Kanton Le Nord-Toulois. Die Einwohner werden Sambumontais genannt.

## Geografie
Beaumont liegt etwa 42 Kilometer nordwestlich von Nancy. Umgeben wird Beaumont von den Nachbargemeinden Seicheprey im Norden, Mandres-aux-Quatre-Tours im Osten und Süden sowie Rambucourt im Westen. 

## Bevölkerungsentwicklung
| Jahr                       | 1962 | 1968 | 1975 | 1982 | 1990 | 1999 | 2006 | 2019 |
| Einwohner                  | 40   | 37   | 28   | 59   | 80   | 63   | 71   | 75   |
| Quellen: Cassini und INSEE |      |      |      |      |      |      |      |      |

## Sehenswürdigkeiten
- Reste eines Residenzschlosses aus dem 18. Jahrhundert
- Kirche Saint-Laurent aus dem 19. Jahrhundert, 1923/24 wieder errichtet

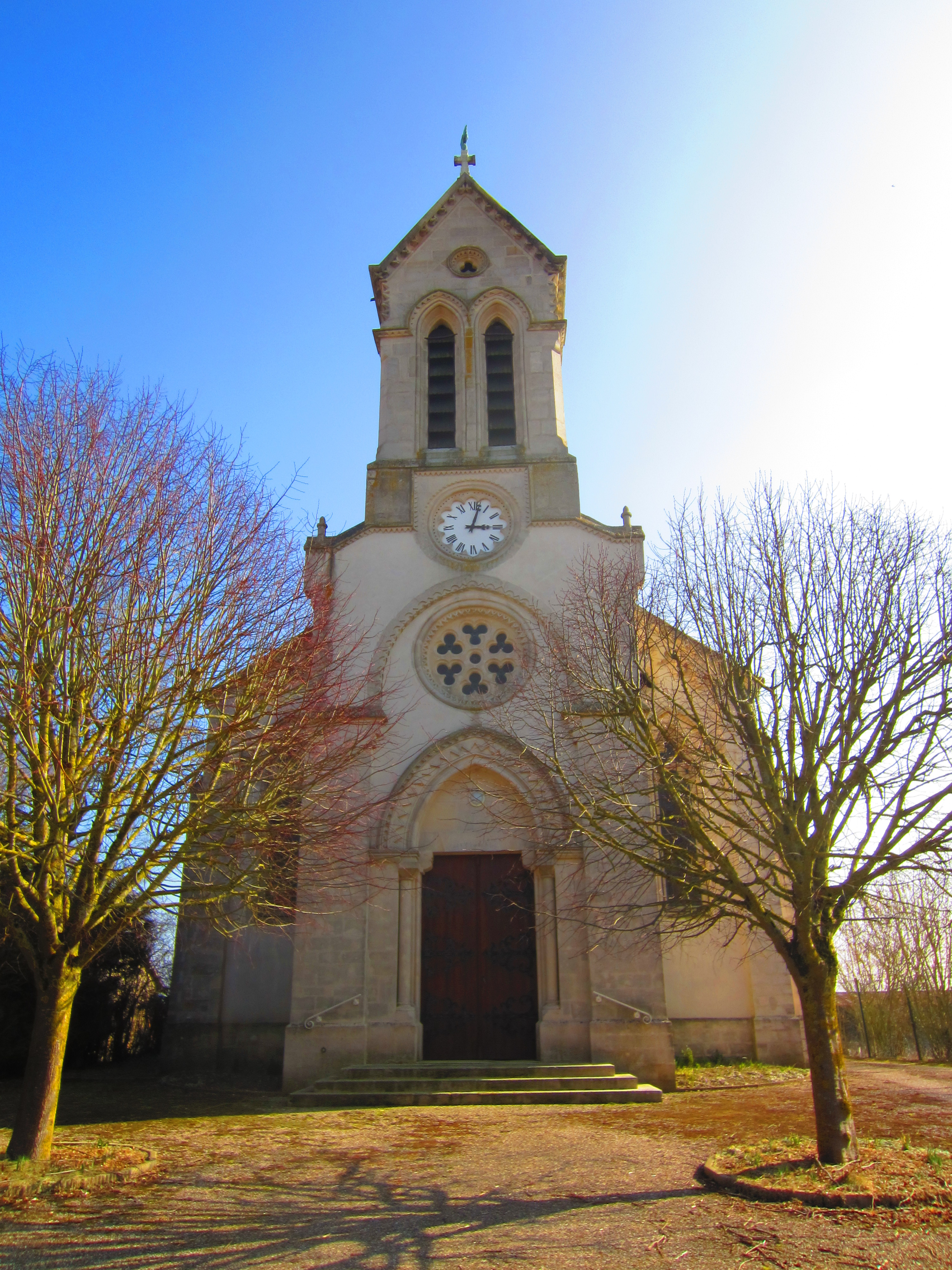
Kirche Saint-Laurent